# Scaramouche (Dagoll Dagom)
 Scaramouche és un musical de Dagoll Dagom, amb llibret de Joan Lluís Bozzo, lletres de Joan Lluís Bozzo i David Pintó i Joan Vives i música d'Albert Guinovart.
Està basat en la novel·la homònima de Rafael Sabatini i en la pel·lícula també homònima de 1952. Al seu desenvolupament inclou elements de la comèdia dels errors i de la commedia dell'arte.
Es va estrenar el 29 de setembre de 2016 i va tancar el 9 d'abril de 2017, amb més de 130.000 espectadors. Hi van assistir 35.000 alumnes en 38 funcions escolars.

## Argument
L'any 1789, el poble de França es mor de gana i és castigat per una noblesa autoritària i injusta. Els ciutadans francesos, molestos amb aquesta situació, es comencen a plantejar una necessitat de canvi.
La nostra història se centra en la vida de dos germans bessons separats des de la seva infantesa: René i Louis.
René és un penques amb molt talent que viu en una companyia de teatre de Comedia de'llArte i és l'amant de Camila, una jove actriu d'una bellesa i sensualitat extraordinàries. Per altra banda, trobem a Louis que ha estat adoptat pel Marquès de l'Echalonne i que és un intel·lectual que s'encarrega de la biblioteca de Palau i viu enamorat d'Olympia (que és la promesa del Marquès).
Els personatges fan un viatge fins a París on trobaran els seus destins: Olympia es casarà a Versalles amb el Marquès, la companyia ambulant presentarà el seu espectacle al teatre dels Italians i el poble aconseguirà la seva llibertat, igualtat i fraternitat quan prengui la Bastilla.
En aquest context de revolta i canvis, Scaramouche, un heroi emmascarat, esdevindrà el defensor del poble que escriurà pamflets revolucionaris i s'enfrontarà amb l'aristocràcia donant esperança a tothom.

## Repartiment
Scaramouche: Toni Viñals
Olympia: Ana San Martín
Camilla: Mireia Mambo
Marquès de l'Echalonne: Ivan Labanda
Don Bàrtolo: Jordi Coromina
Fanny: Clara Moraleda
Philippe – Brighella: Albert Mora
Coullardin – Marquès 2: Frank Capdet
De la Rose: Pitu Manubens
Madame de Méricourt: Anna Alborch
Dégeon - Armand - Puccinella: Josep Ferrer
Benoît - Enamorat: Jan Forrellat
Monsieur de Babineaux – doble de Scaramouche, René/Louis - Bastian: Eduard Mauri
Charlotte – Enamorada – Mademoiselle de Lafontaine: Lucía Torres
Albertine – Madame de Pompignan: Cristina Murillo
Madelon – Madame Gifflet: Mireia Dolç
Jeanne – Madame de la Harpe: Neus Pàmies
Coullardin 2: Marcel Clement

Neus Pàmies substitueix a Lucía Torres en el paper d'Enamorada.

## Premis
| Any  | Premi                | Categoria          | nominat        | Resultat   |
| ---- | -------------------- | ------------------ | -------------- | ---------- |
| 2017 | Premis de la Crítica | Millor musical     | Millor musical | GUANYADOR  |
| 2017 | Premis de la Crítica | Millor vestuari    | Montse Amenós  | GUANYADORA |
| 2017 | Premis de la Crítica | Millor espai sonor | Roc Mateu      | Nominat    |